# Рура (Французская Гвиана)
Рура (фр. Roura) — коммуна во Французской Гвиане, заморском департаменте Франции, расположена в 27 километрах от столицы Кайенны. Основана в 1675 году.

## География
Коммуна Рура расположена на правом берегу реки Ояк. Рядом протекает река Маури. На её территории находятся горы Монтань-Тортю (Черепаховые горы), максимальная высота которых составляет 462 метров. Это наивысшая точка коммуны.
На севере коммуна граничит с Атлантическим океаном, на востоке и юго-востоке с коммуной Режина, на юго-западе с коммуной Сен-Эли, на западе с коммунами Монсинери-Тоннегранд, Куру, Матури и Ремир-Монжоли.
Климат экваториального типа.
Коммуна состоит из двух главных частей — города Рура, населённого преимущественно креолами и деревни Какао, в которой проживают хмонги. По берегам рек Комте и Орапу находятся другие деревни — Фавар, в которой живут индейцы из племени паликир, Дакка с общиной лао и Фургасси, в которой живут гаитяне.

## История
В 1675 году 20 иезуитов остановились у горы Рура. Вместе со своими рабами из числа африканцев и индейцев они построили часовню, позднее преобразованную в приход. Так была основана коммуна Рура. Вполне возможно, что название местности происходит от искаженного названия местного племени индейцев аруа, некогда населявших эти земли. Официальный статус коммуны был утверждён за Рура в 1725 году.
В 1793 году в коммуне вспыхнуло восстание бывших рабов, которое было жестоко подавлено войсками. 30 повстанцев были приговорены к смертной казни.
В 1991 году, после строительства моста через реку Маури, коммуна Рура получила свободное автомобильное движение со столицей. До этого приходилось пользоваться паромом.
После нескольких попыток основать здесь тюрьмы Сен-Огюстен, Сент-Мари и Сен-Филипп, деревня Какао была практически заброшена. В 1977 году в этой деревне были размещены хмонги — 500 беженцев из Лаоса. Они преобразовали деревню в процветающее хозяйство, которое ныне обеспечивает столичные рынки фруктами, овощами и тропическими цветами.

## Население
На 2018 год численность населения коммуны составляла более 3 000 человек. По этническому составу это, прежде всего, креолы; проживают также паликир, хмонги, лао и гаитяне.
| Год  | Численность | Численность |
| ---- | ----------- | ----------- |
| 1990 | 1314        | [ 2 ]       |
| 1999 | 1791        | [ 2 ]       |
| 2006 | 2942        | [ 2 ]       |
| 2011 | 2609        | [ 2 ]       |
| 2013 | 3293        |             |
| 2015 | 3713        | [ 3 ]       |
| 2016 | 3899        | [ 2 ]       |
| 2017 | 3783        | [ 4 ]       |
| 2018 | 3390        | [ 5 ]       |
| 2019 | 3458        | [ 6 ]       |
| 2020 | 3436        | [ 7 ]       |
| 2021 | 3409        | [ 8 ]       |
| 2022 | 3382        | [ 1 ]       |

## Экономика
Хорошо развито сельское хозяйство, производство фруктов и овощей, которые поставляются в агломерацию Большая Кайенна. В коммуне активно развивается туристический сектор, в частности экотуризм. В ноябре 2001 года в Рура был открыт филиал Комитета по туризму в Гвиане, а в августе 2002 года социально-культурный центр.

## Культура
Большое внимание в коммуне уделяется экологии. На её территории находятся национальный заповедник болота Кау-Рура и национальный заповедник Нураг.